# Lombarda (arma)
Uma lombarda era um canhão de cano liso usado no início da Renascença na Espanha e na Itália.
Uma lombarda foi usada como alarme para alertar Cristóvão Colombo na primeira de suas viagens de que terra - o que agora é conhecido como Bahamas - havia sido avistada. 